# Cyptotrama asprata
Cyptotrama asprata (también llamada aspratum), comúnmente conocida como collybia dorada o caballero espinoso de la madera, es una especie de seta sapróbica de la familia Physalacriaceae. Este hongo ha tenido una variada historia taxonómica, habiéndose clasificado en catorce géneros antes de establecerse finalmente en Cyptotrama.
Se caracteriza por el sombrero de color naranja brillante a amarillo que en los especímenes jóvenes está cubierto de mechones de fibrillas que se asemejan a pequeñas espigas. Esta especie se diferencia de otros miembros similares del género por variaciones en el color del sombrero y en el tamaño y la forma de las esporas. Está ampliamente distribuida en las regiones tropicales del mundo.

## Taxonomía
Esta especie fue descrita por primera vez en Ceilán por el naturalista inglés Miles Joseph Berkeley en 1847; poco después (1852), se recolectaron especímenes en Carolina del Sur, EE. UU. Posteriormente, el hongo se describió con diversos nombres: Lentinus chrysopeplus de Cuba; Agaricus sabriusculus y Agaricus lacunosa de Nueva York; Collybia lacunosa de Míchigan; y Omphalia scabriuscula en Connecticut. Como explican los micólogos canadienses Redhead y Ginns en un artículo de 1980 sobre la especie, desde su descripción original de 1847, C. asprata ha recibido 28 nombres y se ha clasificado en 14 géneros diferentes.

## Descripción
El sombrero tiene de 0,6 a 2,7 centímetros de diámetro, y es de convexo a acolchado. La superficie del sombrero es seca, y los ejemplares más jóvenes están cubiertos de púas características; a medida que las púas se rompen con la edad, tienden a tener un aspecto más peludo o lanoso. Los ejemplares más viejos suelen tener los rasgos superficiales desgastados. El margen del sombrero tiende a enrollarse hacia dentro cuando es joven, volviéndose gradualmente recto con la madurez. El color del sombrero es amarillo brillante o pálido, aumentando en intensidad hacia el centro del sombrero. C. asprata tiene un anillo en forma de telaraña que desaparece pronto.

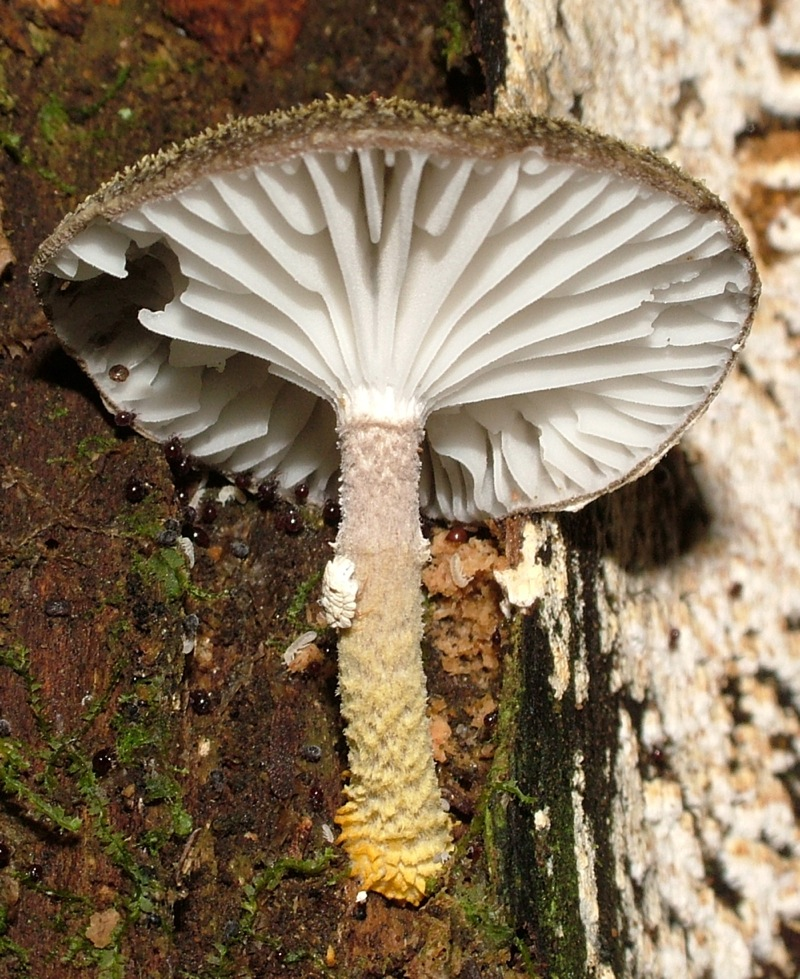
Fijación con agalla

Las agallas, de color amarillo pálido a blanco, están distanciadas entre sí y tienen una unión adnata (en ángulo recto) o decurrente corta (a lo largo) con el tallo; su tacto es grasiento cuando se secan y se aplastan. El tallo mide de 1 a 6,7 cm de largo por 0,2 a 0,4 cm de grosor en el ápice; el tallo es ligeramente más grueso hacia la base y puede estar cubierto de hifas de aspecto lanoso (floculoso) o velloso (fibriloso). La superficie del tallo también puede ser escamosa -especialmente hacia la base- o estar cubierta de partículas muy pequeñas (granular). La carne de esta seta es blanca o amarillo pálido, sin sabor ni olor característicos. La huella de la espora es blanca. Se considera incomestible.

### Especies similares
Muchos otros miembros del género Cyptotrama son similares en apariencia y difieren de C. asprata sólo por una o dos características fácilmente observables. Por ejemplo, C. granulosa es de color marrón amarillento brillante (en lugar del amarillo brillante o pálido de C. asprata); C. lachnocephala es de color ocre; C. deseynesiana es de color crema con escamas marrones; C. verruculosa tiene un sombrero «marrón óxido de cobre»; C. costesii tiene pigmentos de color oliva. Las especies también pueden distinguirse por las diferencias en el tamaño y la forma de las esporas, aunque se ha observado un considerable rango de tamaños en las esporas de C. asprata. C. chrysopepla y Heliocybe sulcata también son similares.

### Características microscópicas
Las esporas son de paredes finas, lisas y de forma elipsoidal u oval. Vistas al microscopio, parecen translúcidas (hialinas) y se tiñen de rojo o azul con el reactivo de Melzer (inamiloides). Sus dimensiones suelen ser de 7-10 por 5-7 μm; las esporas contienen una única gota de aceite de gran tamaño. Las células portadoras de esporas, los basidios, tienen forma de garrote, de dos a cuatro esporas, y 25-30 por 5-7 μm. La presencia de células estériles llamadas pleurocistidios (células grandes que se encuentran en la cara branquial en algunos hongos) es poco común; los especímenes pueden contener pocos o abundantes queilocistidios (células estériles grandes que se encuentran en el borde branquial) que tienen forma de garrote, paredes finas y un tamaño de 39-87,5 por 8,5-16 μm.

## Hábitat y distribución
Cyptotrama asprata es un hongo sapróbico que crece en la madera en descomposición de árboles de hoja caduca y coníferas. Entre las especies hospedadoras se encuentran el abeto blanco (Abies concolor), el arce azucarero (Acer saccharum) y otras especies de arce (Acer), el aliso gris (Alnus oblongifolia), el haya (Fagus), la pícea (Picea), el pino ponderosa (Pinus ponderosa) y otras especies de pino (Pinus), el álamo (Populus) y el roble (Quercus). En las zonas templadas de Norteamérica, los especímenes suelen recolectarse entre julio y septiembre.
La especie tiene una distribución pantropical y está ampliamente distribuida en las regiones tropicales del mundo. Se ha recolectado en Australia, el sudeste de Canadá, China, Costa Rica, India, Hawái, Nueva Zelanda, Japón, y el Lejano Oriente ruso. Está ausente de Europa y el noroeste de Norteamérica.